# Lysimachia carinata
Lysimachia carinata là một loài thực vật có hoa trong họ Anh thảo. Loài này được Y. I. Fang & C. Z. Cheng in F. H. Chen & C. M. Hu mô tả khoa học đầu tiên năm 1979.